# Perz siny
Perz siny (Thinopyrum intermedium) – gatunek byliny z rodziny wiechlinowatych.

## Rozmieszczenie geograficzne
Jako gatunek rodzimy występuje w południowej i środkowej Europie oraz zachodniej Azji. Ponadto zadomowił się także w Ameryce Północnej. W Polsce rośnie w pasie wyżyn w południowo-wschodniej części kraju.

## Morfologia

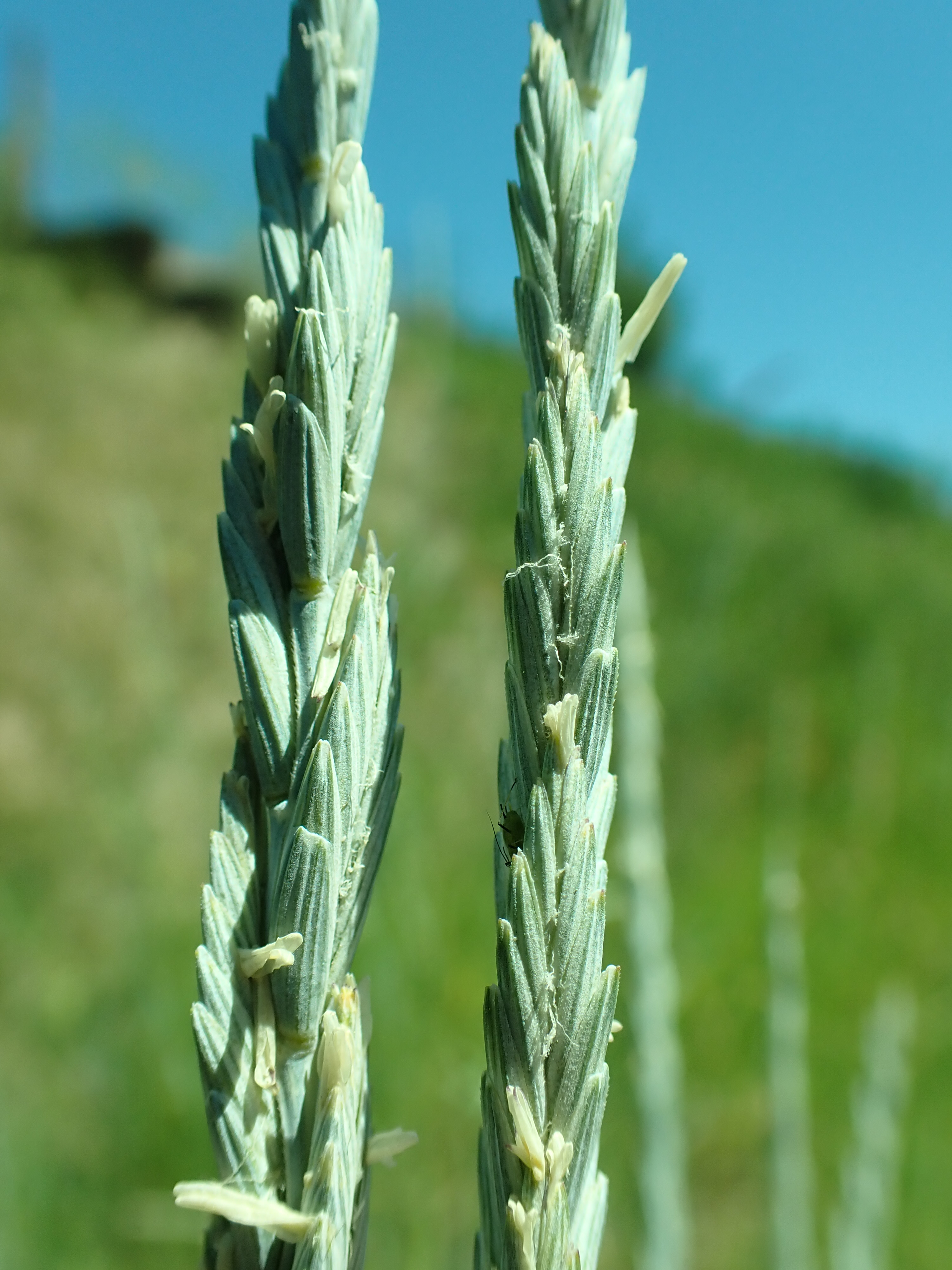
Kwiatostany

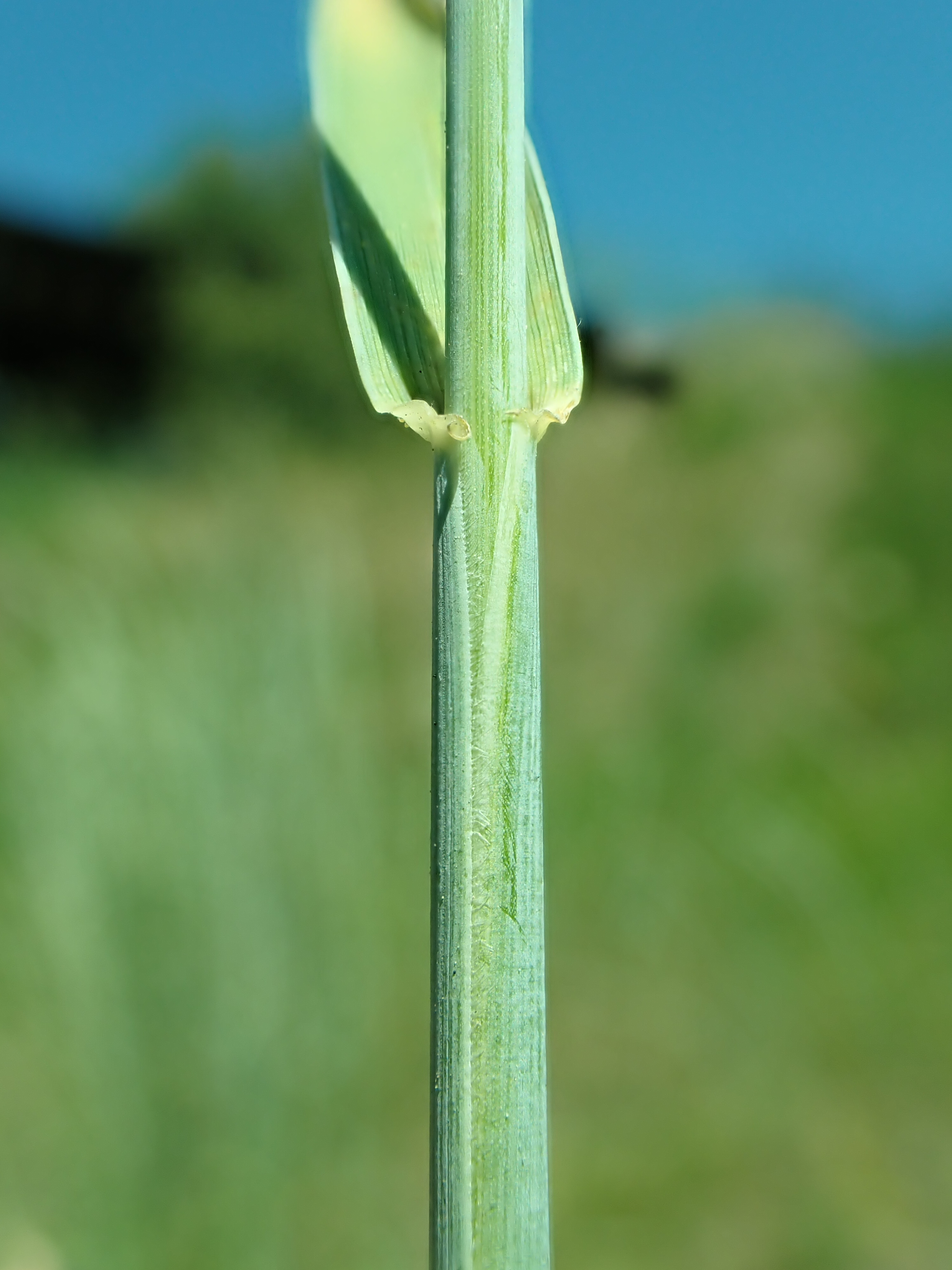
Nasada liścia

PokrójSzarozielona trawa krótkorozłogowa.
ŁodygaSztywne, grube źdźbło do 60 cm wysokości.
LiściePochwa liściowa orzęsiona na brzegu. Liście nagie, suche, zwijające się, żeberkowane, szerokości 2–3 mm.
KwiatyZebrane w przylegające do osi kłoski o długości 1–2 cm, te z kolei zebrane w prosty kłos do 20 cm długości. Plewa 3–7 nerwowa, bezostna, krótsza od kłoska. Plewka dolna tępa, długości 8–9 mm.

## Biologia i ekologia
Bylina, hemikryptofit. Kwitnie od maja do lipca. Gatunek charakterystyczny klasyAgropyretea intermedio-repentis.

## Zmienność
Gatunek zróżnicowany na dwa podgatunki:
- Thinopyrum intermedium subsp. intermedium
- Thinopyrum intermedium subsp. barbulatum (Schur) Barkworth & D.R.Dewey

## Zagrożenia
Roślina umieszczona na Czerwonej liście roślin i grzybów Polski (2006) w grupie gatunków rzadkich - potencjalnie zagrożonych (kategoria zagrożenia: R).